# リリアン・ヘルマン
リリアン・フローレンス・ヘルマン（Lillian Florence Hellman, 1905年6月20日 - 1984年6月30日）は、アメリカ合衆国の劇作家。人生の大半の期間、左翼思想との関係を維持した。また、ミステリー作家・ハードボイルド作家であったダシール・ハメットと30年以上にわたって恋愛関係を保ち、ハメット作品の登場人物であるノラ・チャールズのモデルとなった。作家のドロシー・パーカーとも長く友情を保ち、パーカーの死後、作品管理者となった。
※文中原語リンクは英語版へのもの。

## 幼少期
ルイジアナ州ニューオーリンズのユダヤ人家庭に生まれた。幼少期は、1年の半分をニューオーリンズの叔母の家に寄宿し、残り半分はニューヨークですごした。

## 執筆活動
1934年、デビュー戯曲『子供の時間（The Children's Hour）』がブロードウェイで上演され、連続691回公演という大ヒットとなった。
リリアン・ヘルマンの作風は、機知に富んだ情熱的なものであった。それらの特徴は、彼女のもっとも有名な作品、『子供の時間（The Children's Hour）（1934年）』『子狐たち（The Little Foxes）（1939年）』『トイズ・イン・ジ・アティック（Toys in the Attic）（1959年）』などにも見ることができる。
アカデミー賞を受賞した映画『ジュリア』は、ヘルマンと作品名にもなっているジュリアという人との友情を扱った自伝的作品である。この映画は、ヘルマンの『ペンティメント（Pentimento）（1973年）』に収録された作品を基にしている。
ヘルマン作品には、子供が登場することが多い。たとえば『子供の時間（The Children's Hour）（1934年）』では、ドラマは学校で起き、その物語の中で悪役となるのはメアリというわがままな少女である。『子狐たち（The Little Foxes）（1939年）』では、レオとアレクサンドラという子供たちの間の恋愛感情が重要なエピソードにつながっている。
晩年は、『未完の女』『ジュリア』 『眠れない時代』『メイビー・青春の肖像』と自伝的作品を発表。そのうち『未完の女』で1970年に全米図書賞・文芸部門を受賞している。

## ハリウッドにおける「赤狩り」とその余波
ヘルマンは、戯曲作家として活躍するかたわら、さまざまな政治活動にも参加していた。しかしながら、その方向性についてはさまざまな理解がある。それらは「模索の時代」の足跡であると言うこともできよう。
第二次世界大戦前、独ソ不可侵条約が有効だった間、ハメットとともにアメリカ脚本家協会の一員として、ヘルマンは「全米非参戦委員会（Keep America Out of War Committee）」に加わっており、アメリカ合衆国はヨーロッパでの戦争にかかわりあうべきではないという立場をとっていた。
戦後の冷戦下になって1952年、ヘルマンは下院非米活動委員会に呼び出された。非米活動委員会は、ヘルマンと長期にわたって恋人関係にあったダシール・ハメットがアメリカ共産党員であることを掴んでいた。ヘルマンは、共産党加入者の友人の名前を尋ねられ、これに対してあらかじめ準備してあった声明を読み上げることによって応えた。
たとえ自分を守るためであったとしても、長年の友人を売り渡すのは、わたしにとっては、冷酷で、下品で、不名誉なことであると言わざるを得ない。わたしは、政治には興味がないし、いかなる政治的勢力の中にも自分の居場所を見出したことはないが、それでもわたしは、今の風潮に迎合して、良心を打ち捨てることを潔しとしない。
その結果、ヘルマンは、長期にわたってハリウッドの映画産業界のブラックリストに掲載されることとなった。
『二人の天才～ヘルマンとハメット（In Two Invented Lives: Hellman and Hammett）』の著者であるジャン・メレンは、ヘルマンが回想録の中で、エリア・カザンのような反共リベラリストについて、「ファシストや資本家に対してよりも、共産主義者に対して、攻撃のエネルギーを浪費している」と酷評していることに触れ、「全米非参戦委員会」での活動とつきあわせて考えた場合それはダブルスタンダードといわざるを得ないのではないかと指摘している。
ほかにも、ヘルマンの人生にはいくつかの影がある。たとえば、「スターリンによるソヴィエト共産党内での粛清について何も知らなかった」と述べていたことなどである。ヘルマンは実際には、アメリカ合衆国内のリベラルに向けた公開書簡で、粛清を賞賛する声明文に連署しており、またスターリンによる粛清を解明すべく活動したジョン・デューイ委員会に協力しないよう求めていた。さらにヘルマンは、トロツキーのアメリカ合衆国への亡命にも反対した。トロツキーは以前のソヴィエト共産党の指導者のひとりであったが、当時はスターリンの政敵となっており、最終的には暗殺されることになる。このトロツキーのアメリカ合衆国への亡命阻止の裏には、ソヴィエト共産党の影響があったものと考えられている。
また、メレンによると遅くとも1969年頃には、ヘルマンはドロシー・ストラウス（Dorothea Strauss）に対して、彼女の夫はソルジェニーツィンの作品を出版した罪人だと述べたことがあるという。メレンは、ヘルマンが「アメリカ合衆国の刑務所について、あなたがわたしと同じくらいのことを知っていれば、あなたもスターリン主義者になるに違いない」と述べたと言っている。さらに、方法はとにかくとして、あの専制君主を支えることによって最初の社会主義国を作るのは重要なのだとも、述べていたという。
ヘルマンと作家メアリ・マッカーシーの確執は、のちにノーラ・エフロンによって『Imaginary Friends』というタイトルで2002年に戯曲化されている。マッカーシーは、TV番組『ディック・キャベット・ショウ（The Dick Cavett Show）』に出演した際にヘルマンについて語り、「彼女が書いていることはすべて嘘、嘘、嘘」と罵倒したため、ヘルマンはマッカーシーに対して25,000ドルの損害賠償請求訴訟を起こすに至った。マッカーシーは、ヘルマンの人生の中の影の部分からいくつかの証拠を提出していたが、それらはのちにメレンの手によるヘルマンの伝記で公開された。
訴訟の決着がつかないでいる間に、ヘルマンは、79歳で亡くなった。訴訟は、ヘルマンの遺産継承者によって取り下げられた。
また、ヘルマンは、ピーター・フェイブルマン（Peter Feibleman）の『Cakewalk』という戯曲の主人公となっており、この作品ではヘルマンと若い小説家との交流が扱われている。フェイブルマンは確かにヘルマンとは長い付き合いがあり、『リリアン・ヘルマンの思い出（Lilly: Reminiscences of Lillian Hellman）』という本も発表している。

## 作品

### 演劇・映画脚本
- 『子供の時間』 - The Children's Hour[4] （1934年）
  - 『子供の時間』中尾千鶴訳、パシフィカ（1978年）
  - 『子供の時間』小池美佐子訳、新水社〈英米秀作戯曲シリーズ〉（1980年）
- 『ダアク・エンゼル』 - The Dark Angel （1935年） - 映画化脚本（原作＝ガイ・ボルトン）
- 『この三人』 - These Three （1936年） - 『子供の時間』映画版脚本／映画『噂の二人』（1961年）でリメイク
- 『デッドエンド』 - Dead End （1937年） - 映画化脚本（原作＝シドニー・キングスレー）
- 『子狐たち』 - The Little Foxes （1939年） - 映画『偽りの花園』原作
- 『ラインの監視』 - Watch on the Rhine （1940年）
- 『北極星』 - The North Star （1943年）
- 『森の別の場所』 - Another Part of the Forest （1946年）
- 『秋の園』 - The Autumn Garden （1951年）
  - 『秋の園』井上定訳、白水社（1955年）
- 『キャンディード』 - Candide[5] （1957年）
- 『屋根裏部屋のおもちゃ』 - Toys in the Attic （1959年）
- 『噂の二人』 - The Children's Hour （1961年） - 『この三人』の再映画化であるが脚本はジョン・マイケル・ヘイズ（英語版）がリライト
- 『ビッグ・ノッカー』の序文 - The Big Knockover  (1963年）
- 『逃亡地帯』 - The Chase （1966年）- 映画化脚本（原作＝ホートン・フート）
- 『リリアン・ヘルマン戯曲集』小田島雄志訳、新潮社、1995年

「子供の時間」「子狐たち」「ラインの監視」「森の別の場所」「秋の園」「屋根裏部屋のおもちゃ」を収録。

### 自伝的書籍
- 『未完の女』 - An Unfinished Woman （1969年）
  - 『未完の女：リリアン・ヘルマン自伝』稲葉明雄・本間千枝子訳、平凡社、1981年／平凡社ライブラリー、1993年
- 『ジュリア』 - Pentimento （1973年） - 映画『ジュリア』原作を含む
  - 『ジュリア』中尾千鶴訳、パシフィカ、1978年
  - 『ジュリア』大石千鶴訳、早川書房〈ハヤカワ文庫NF〉、1989年
- 『眠れない時代』 - Scoundrel Time[6] （1976年）
  - 『眠れない時代』小池美佐子訳、サンリオ、1979年／サンリオ文庫、1985年／ちくま文庫、1989年
- 『メイビー・青春の肖像』 - Maybe: A Story （1980年）
  - 『メイビー・青春の肖像』小池美佐子訳、新書館、1982年
- 『一緒に食事を』 - Eating Together: Recipes and Recollections, with Peter Feibleman (1984年)
  - 『一緒に食事を：回想とレシピと』ピーター・フィーブルマン共著、小池美佐子訳、影書房、1997年
- Three (1980年)

評伝
- ピーター・フィーブルマン『リリアン・ヘルマンの思い出』本間千枝子訳、筑摩書房、1992年

## 受賞歴

### アカデミー賞
ノミネート
1942年 アカデミー脚色賞:『偽りの花園』
1944年 アカデミー脚本賞:『電撃作戦』

## 備考
1. ↑  『眠れない時代』解説（小池美佐子）
2. ↑  この作品に関して、ニューヨークの精神科医のミュリエル・ガードナーは、「ジュリアのモデルは私であり、私はヘルマンという人を知らない」と主張したが、ヘルマンは「ジュリアのモデルはガードナーではない」と返答している。ヘルマンとガードナーは、同じ弁護士（Wolf Schwabacher）を雇っており、弁護士はガードナーの回想録の内容を知っており、さらに映画の中のエピソードが回想録と一致するという現象が見られたため、弁護士経由で、エピソードがヘルマンに伝わったのではないかという疑念が存在している
3. ↑  『子供の時間』は、当時アメリカ合衆国ではまだ強いタブーとされていた同性愛（レズビアン）とそれをめぐるアメリカ合衆国社会の非寛容性を真正面から扱っており、世間は大いに眉をひそめたと伝えられている。ただし、この作品で扱われた同性愛はもっぱらプラトニックなもので、肉体的要素はまったく伴っていなかった。
4. ↑  ボストンでは禁止された。
5. ↑  ヴォルテールの『カンディード或は楽天主義説』を原作とした舞台演劇でリリアンが脚本を書いたが、レナード・バーンスタインらによる改訂が続いた。
6. ↑  原題は「ならずものの時代」でマッカーシズムの時代を振り返った自伝。「アメリカでは、過ちを覚えているのは不健康、それについて考えるのはノイローゼであり、ずっと考えつづけてたりすれば精神異常とみなされる」などと書かれている。